# Суматранска храмуля
Суматранските храмули (Epalzeorhynchos kalopterus) са вид актиноптери от семейство Шаранови (Cyprinidae).
Те са незастрашен вид.
Таксонът е описан за пръв път от Питер Блекер през 1851 година.